# さよなら太陽
『さよなら太陽』は、アルコの漫画作品。「別冊マーガレット」平成16年6月号から9月号に掲載。単行本の『銀河』に収録されている。
単行本の中では、
- 【SCENE.1 灯台、午後七時　三輪智子】
- 【SCENE.2 オレンジロード】
- 【SCENE.3 工場の月】
- 【SCENE.4 花火】

の4つの目線からストーリーが画かれている。

## ストーリー
アルバイト先の店長と付き合っている三輪智子は、「自分を好きと言ってくれる人を拒んだら、自身の存在の意味がなくなる」と考えていた。店長は智子を好きと言ってくれる…そのために智子は店長と付き合っていた。そして夜遅くに帰ってきては母親と対立する、という生活であった。
智子のクラスメイトに加賀谷順二という男子生徒がいた。加賀谷は皆から好かれ、野球部のエースピッチャーだった。そんな加賀谷のことが智子は苦手だった。ある日、その加賀谷が告白され、それを断ったところを目撃した智子は、「とりあえず付き合ってみればいいのに」と加賀谷に言ったのだが……。

## 登場人物紹介

### 主な登場人物
三輪 智子（みわ ともこ）
【SCENE.1 灯台、午後七時　三輪智子】の主人公。
高校2年生。母親と2人暮らしだが、母親との関係は上手くいっていない。
加賀谷 順二（かがや じゅんじ）
【SCENE.2 オレンジロード】の主人公。
三輪智子のクラスメイト。野球部のエースピッチャー。本庄とは小学校の頃からの付き合い。
本庄 亘（ほんじょう わたる）
【SCENE.3 工場の月】の主人公。
三輪智子のクラスメイト。頻繁に合コンに参加している。本庄曰く、「合コンは保険みたいなもの」。
松岡 志保（まつおか しほ）
【SCENE.4 花火】の主人公。
三輪智子の友人。しっかり者で沈着冷静。本庄のことが好きだが、誰にも明かしてはいない。姉と弟がいる。

### その他の登場人物
三輪 静江（みわ しずえ）
智子の母親。保険会社で働いている。
加賀谷 順一（かがや じゅんいち）
順二の兄。故人。享年20。
美香子（みかこ）
順一の彼女。